# Ведьмин род
«Ведьмин род» — фантастический роман Марины и Сергея Дяченко, впервые изданный в 2020 году; третья книга трилогии, в которую входят также романы «Ведьмин век» и «Ведьмин зов».

## Сюжет
Одна из сюжетных линий романа — сложные политические интриги, в которых молодому Мартину и пожилому опытному Клавдию противостоят враги внутри самой Инквизиции. Эгле и Ивга становятся заложницами в этих интригах. Другая, более значимая сюжетная линия — поиск «чистой» инициации, которая может в корне изменить саму природу отношений ведьм и Инквизиции, позволить полностью избавиться от «скверны» как явления. Перед героями встают вопросы: что происходит с ведьмой во время инициации, отчего она превращается в монстра, творящего зло просто ради самого зла, и отчего это не случилось с Эгле?
Вместе с тем костяком истории, источником эмоционального напряжения являются взаимоотношения четырёх главных героев: Клавдия, Ивги, Мартина и Эгле. В романе описываются такие эмоции и качества, как привязанность, страх, гнев, желание власти, личные амбиции каждого из протагонистов. Любовь исследуется авторами уже с иной, чем прежде, вовсе не романтической стороны: как изменяется это чувство со временем и что за опасности подстерегают счастливую пару, если один почувствует вкус власти над другим.
Развитие действия уже с самого начала романа происходит очень быстро и ещё больше ускоряется к середине, но, когда центральный политический конфликт развязывается, сюжет резко провисает — казалось бы, герои лишены всяких мотиваций. Однако эта пауза оказывается ложной: ближе к концу романа темп действия опять нарастает, а персонажи, в начале романа казавшиеся очень второстепенными, участвуют в вихре событий. Финал романа, очень впечатляющий, перекликается с концовками двух предыдущих книг.

## Художественные особенности
К достоинствам романа рецензент журнала «Мир фантастики» С. Евсюкова относит динамичный, напряжённый сюжет, сложные отношения персонажей и чёткий, внятный финал, к недостаткам — провисающее в середине повествование.